# Sleazy (piosenka Keshy)
Sleazy (pol. Nieporządny) - to piosenka stworzona przez Keshę Sebert, Lukasza Gottwalda, Benjamina Levina, Shondrae'a Crawforda i Klasa Åhlunda, na jej pierwszy minialbum zatytułowany "Cannibal". Piosenka mimo że nie została wydana jako singel, zyskała dużą popularność wśród fanów i zdobyła przychylne recenzje.

## Track lista
UK Digital EP
1. "We R Who We R"  – 3:24
2. "Sleazy"  – 3:25
3. "Animal" (Dave Audé Remix)  – 4:37
4. "Animal" (Billboard Remix)  – 4:15

Digital download (The Remix)
1. "Sleazy" (The Remix) (featuring André 3000) – 3:48

## Notowania
| Lista (2010)          | Najwyższa pozycja |
| --------------------- | ----------------- |
| Canadian Albums Chart | 46                |
| U.S. Billboard 200    | 51                |